# Rupert Melkus
Rupert Melkus (27. března 1833 Moravská Bystřice nebo Brtnice – 17. prosince 1891 Záhřeb) byl český architekt, stavitel a urbanista působící na území pozdějšího Chorvatska. 

## Život
Narodil se v Brtnici nebo v Moravské Bystřici, v českých zemích. Studoval stavebnictví ve Vídni.
V roce 1855 se přestěhoval z Moravy do Záhřebu. V letech 1855 až 1857 byl zaměstnán na stavebním ředitelství v Záhřebu jako zeměměřič, od roku 1858 byl stavebním praktikantem na státním stavebním ředitelství. V témže roce byl jmenován župním inženýrem v Požeze. Do Záhřebu se opět vrátil v roce 1869, kde přijal místo městského inženýra. Výrazně se podílel na odklízení trosek a rekonstrukcích po zemětřesení v Záhřebu v roce 1880.
Od roku 1882 zde pracoval jako hlavní městský architekt a vedoucí stavebního úřadu města, jakožto první moderní urbanista Záhřebu. Spolupracoval s Milanem Lenucim na celkovém základu všech centrálních náměstí (mj. Zrinského a Univerzitní), navrhl tzv. Zelenou podkovu, systém veřejných parků v centru města, zpracovával také projekt městského vodovodu. Zpracovával rovněž zakázky veřejných staveb: např. první budovy městských škol (ulice Varšavska a Mikloušićeva) či úpravy centrálního hřbitova Mirogoj. 
Zemřel 17. prosince 1891 v Záhřebu ve věku 58 let. Pohřben byl v rodinné hrobce na zdejším hřbitově Mirogoj.

## Dílo (výběr)
- Urbanistický plán Záhřebu
- Budovy městských škol, Záhřeb
- Obchodní dům, Jelačićovo náměstí, Záhřeb
- Tabáková továrna, Klaićevo, Záhřeb (1880–1882)